# Ernst Engwall
Ernst Victor Engwall, född 13 juli 1855 i Gävle, död där 6 september 1915, var en svensk grosshandlare. Han var son till grosshandlaren Victor Theodor Engwall och far till konsthistorikern Gustaf Engwall.
Engwall var anställd på handelskontor i Lübeck 1871–1874, i London 1875, hos grosshandelsfirman Vict. Th. Engwall & Co i Gävle 1876–1881 och var delägare i firman från 1881. Han var ledamot i styrelsen för Gefleborgs läns sparbank från 1888 och vice ordförande i centralstyrelsen för Gefleborgs Enskilda Bank från 1899. Engwall är begravd på Gamla kyrkogården i Gävle.